# Gaubaea insignis
Gaubaea insignis är en svampart som beskrevs av Petr. 1942. Gaubaea insignis ingår i släktet Gaubaea, divisionen sporsäcksvampar och riket svampar.   Inga underarter finns listade i Catalogue of Life.